# Görvälns stuteri

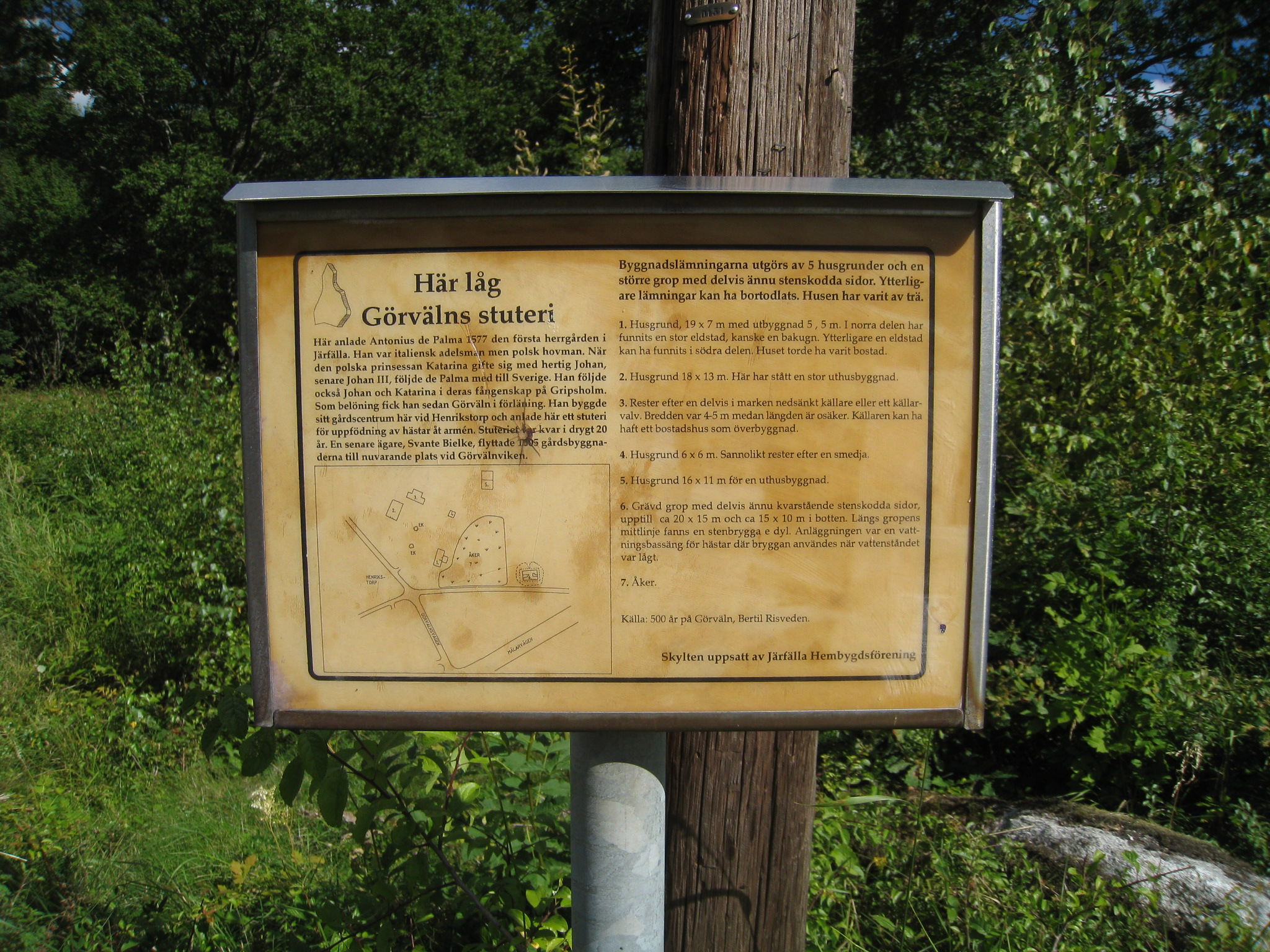
Skylten "Här låg Görvälns stuteri" är uppsatt vid platsen för stuteriet, som anlades 1577.

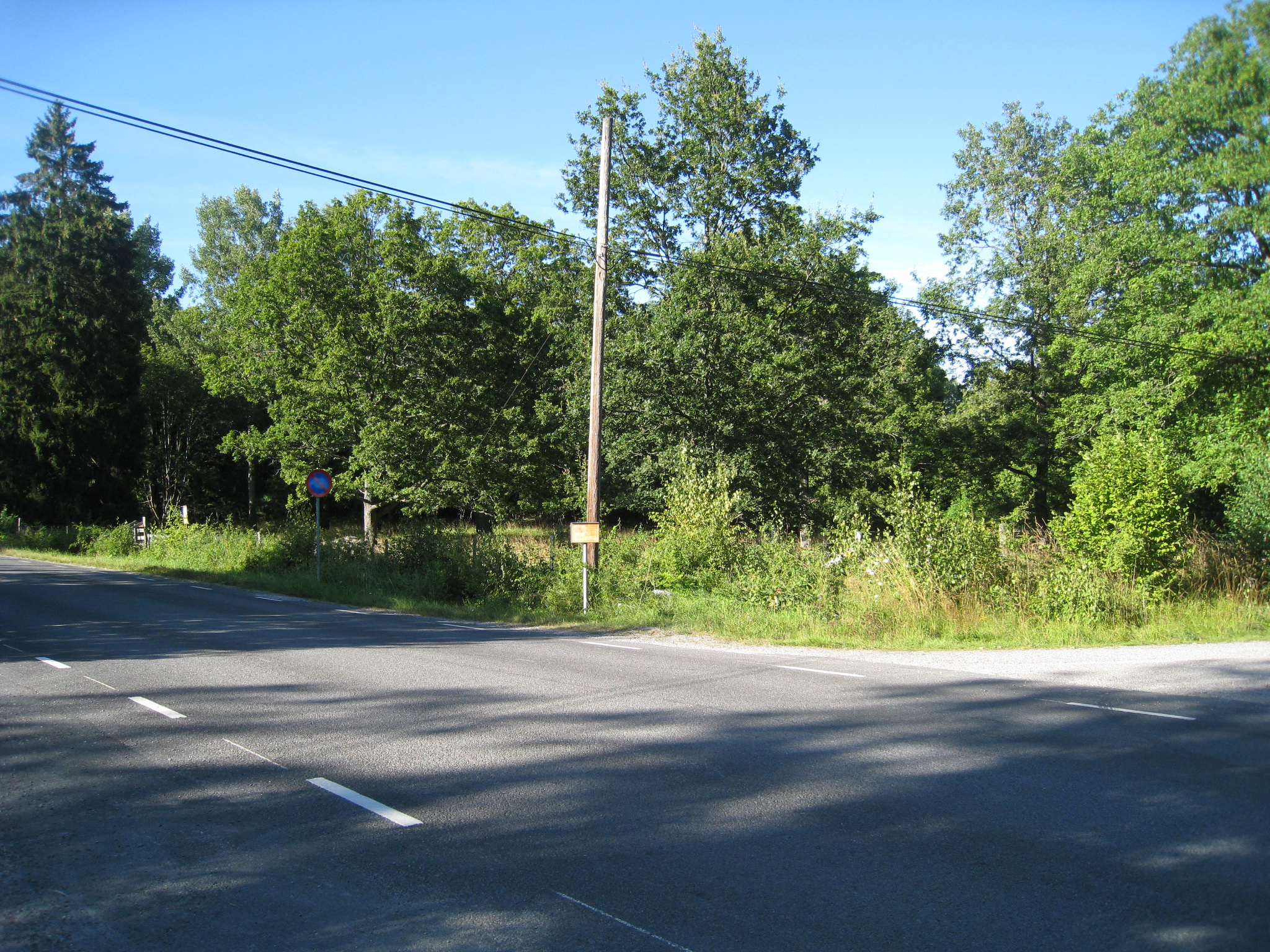
Härlåg Görvälns stuteri, vid korsningen av Görvälnsvägen och Marhagsvägen, Järfälla. Här anlade Antonius de Palma 1577 den första herrgården i Järfälla. Stuteriet var kvar i drygt 20 år.

Görvälns stuteri var på 1500-talet ett stuteri för uppfödning av hästar åt svenska armén vid gårdscentrum vid Henrikstorp på Görvälns ägor i Järfälla socken väster om Stockholm i Stockholms län. Byggnadslämningarna ligger vid infarten till Görväln i korsningen Görvälnsvägen och Marhagsvägen. Idag används åkermarken där som betesmark för får.

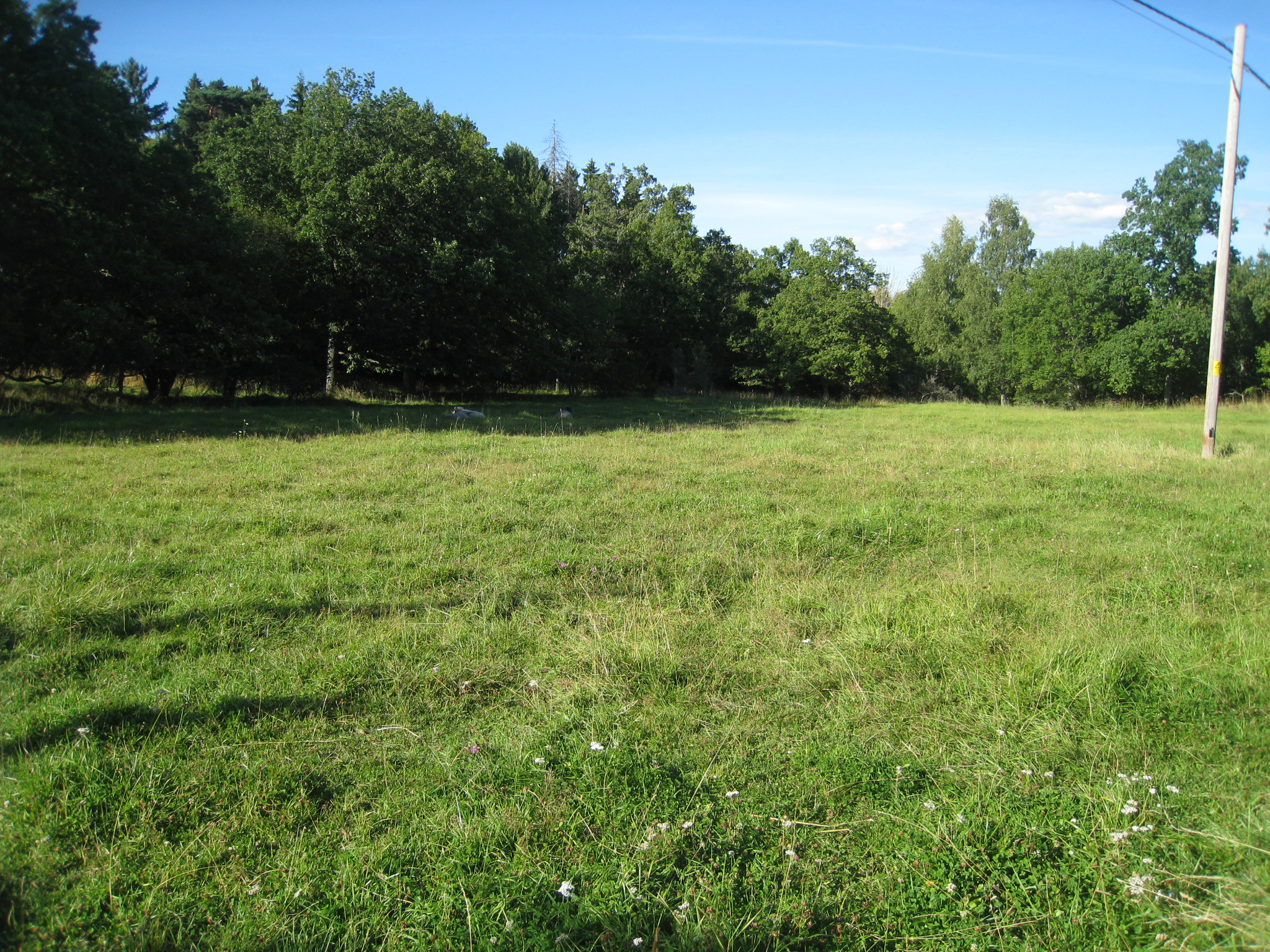
Ängsmarken vid Görvälns stuteri.

Där Antonius de Palmas husgrunder ligger finns nu en frodig lövskog med många intressanta växter på den tidigare öppna marken. På den plats där den stora jordtäcktsgropen ligger berättas det att man i slutet av medeltiden planerat bygga ett kloster eller en biskopsgård åt biskop Hans Brask. På stuteriet kanske gropen helt enkelt var en vattningsbassäng för hästarna. Stuteriet blev inte den lönande affär som de Palma hade tänkt sig, trots behovet av hästar till Vasasönernas krig. Omkring år 1600 lades stuteriet ned.

## Stuteriet anlades 1577
Den italienske adelsmannen och polske hovmannen Antonius de Palma (död före 1589) anlade stuteriet 1577 och det var kvar i drygt 20 år fram till år 1597. Byggnadslämningarna vid Görvälns stuteri utgörs av fem husgrunder och en större grop med delvis stenskodda sidor. Ytterligare lämningar kan ha bortodlats. Antonius de Palma har tydligen avlidit före 1589, för i jordeboken för 1589 står att hans hustru Jeduice de Palma fritt besitter Görväln och hon skrevs även på gården i jordeboken 1593. Sonen ryttmästare Scipio de Palma (1567-1605) är upptagen i 1599 års jordebok på Görväln, som även han fritt besitter. Antonius de Palma var ägare till Görvälns slott från 1571 till 1580-talets början och hans hustru från 1580-talets början till 1590. Sonen Scipio de Palma ägde Görväln från 1590-talet till 1605. En senare ägare, riksrådet och rikskanslern Svante Bielke (1597-1609), flyttade 1605 gårdsbyggnaderna till nuvarande plats vid Görvälnsviken.

## Historik

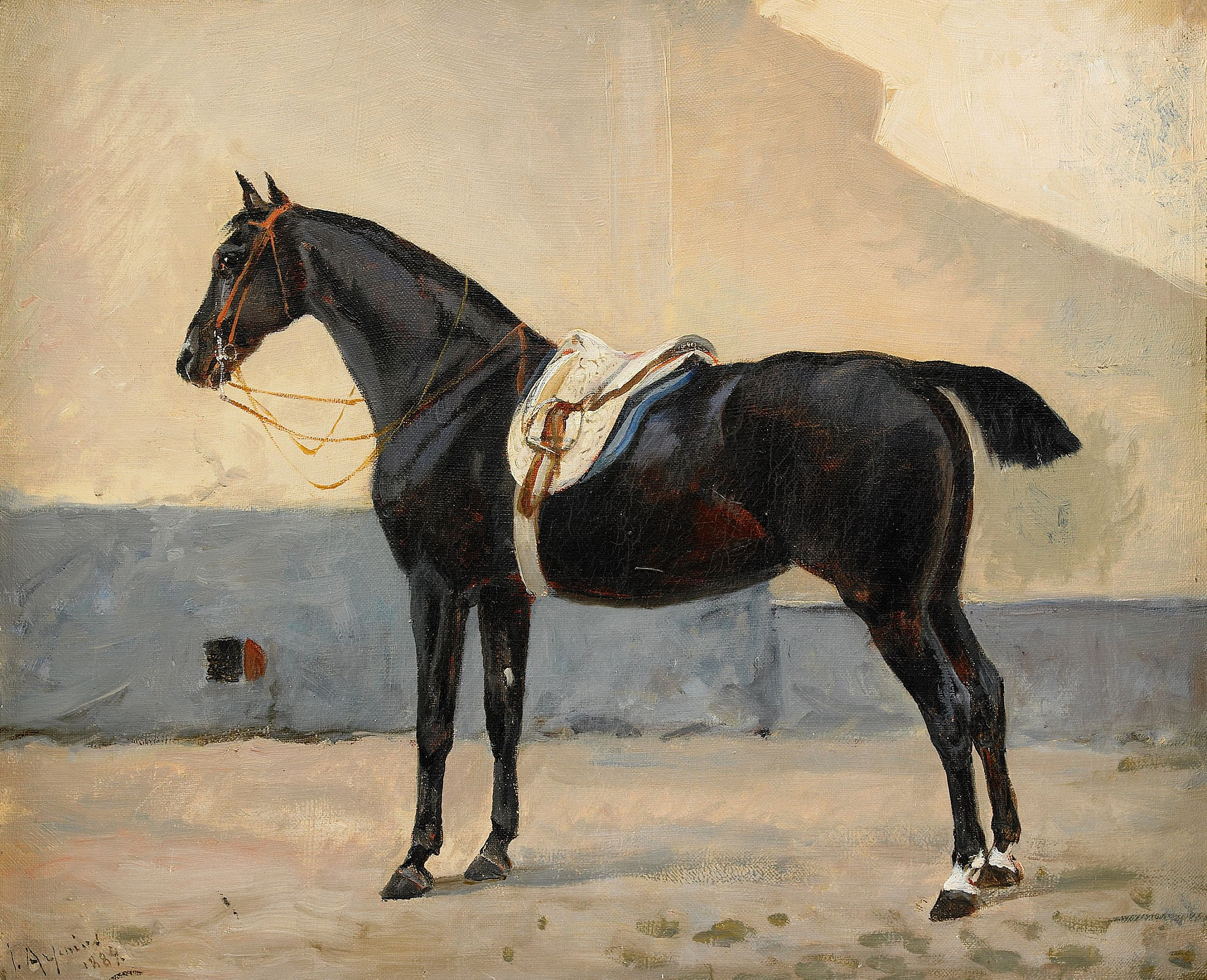
Hästporträtt. Oljemålning av John Arsenius (1818-1903), 1884, 38x46, signerad i nedre vänstra hörnet.

Vid Henrikstorp anlades en gård vilket framgår av de lämningar av husgrunder som finns. Enligt J.A. Almquist bok "Frälsegodsen i Sverige" anlade Antonius de Palma en avelsgård vid Görväln. År 1577 lämnade  Antonius de Palma lämnade fogdetjänsten vid Torvesund och flyttade till Görväln. Han bosatte sig dock inte på någon av de gamla gårdarna. I stället byggde han en helt ny gård strax öster om Henrikstorp, en dryg kilometer söder om görvälnsgårdarna. Bevis för detta finns i första hand genom fyra mycket intressanta 1600-talskartor. Dessa kartor är ritade i skalan 1:50000 och de är främst avbildningar av vattenområden med noggrant redovisade strandlinjer. Sedan har kartbilderna kompletterats med inprickning av gårdar och annan bebyggelse på ganska stora avstånd från stränderna.
J.A. Almquist har omnämnt en avelsgård i sin bok om "Frälsegodsen i Sverige", men vi har närmare uppgifter om den. Ordet "avel" kunde på 1500-talet betyda växtodling, men det finns ingen anledning att förmoda, att Almquist använt den betydelsen. Han bör ha menat hästavel, alltså ett stuteri. Gustav Vasa började inrätta så kallade storgårdar och avelsgårdar på 1550-talet, det är känt, och att han ville få fram sådana i varje "prästgäll" (pastorat). Vi vet också att kavalleriet var i trängande behov av bättre hästmaterial. Om Antonius de Palma anlagt ett stuteri på Görväln så skulle det förklara de förmåner han fick 1578. Att Antonius de Palma skulle lägga en stor gårds centrum "ut i skogen" över en kilometer från segelleden kan synas märkligt. Segelleden var ju dåtidens stora färdväg. Motivet till detta måste, enligt Almquist, vara avsikten att anlägga en avelsgård, som fällde utslaget. Man behövde stort gårdsutrymme, plats för nya byggnader, plats för rastning och stora betesmarker. Kartorna visar också att betesmarker fanns framförallt nordväst om Henrikstorp. Den stora dalen med sina nu utmärkta åkrar var då rätt vattensjuk med "starr" och mossbotten".
Av ett donationsbrev från 1571 framgår att kungaparet Johan III och Katarina Jagellonica skänkte Görvälns gods i förläning till Antonius de Palma. Johan III hade förtroende för Antonius de Palma och gjorde honom till fogde på kungsgården Torvesund, där kungen några år senare lät bygga det slott som fick namnet Drottningholm efter Katarina Jagellonica. Drottningen utverkade också skattelättnader för sin trogne hovman. Att det verkligen anlades en gård vid Henrikstorp finns det också andra bevis för. Bevisen är främst lämningarna av husgrunderna. För Antonius de Palma blev gårdsanläggningen dyr. Han ådrog sig så stora utgifter, att han inte kunde betala sina skatter. Både för 1577 och 1578 måste han begära befrielse från sina skatteskulder. Han tycks ha anfört goda skäl, inte bara för efterskänkande av skulderna, utan även för skattebefrielse i fortsättningen. Vi vet att han fick dessa förmåner. Skulderna efterskänktes genom ett brev daterat den 18 juni 1578 utfärdat av drottning Katarina Jagellonica. Antonius de Palma befriades också från en grundskatt, kallad fodringsavgift och alla andra årliga utskylder för sina förläningar, både gårdar och torp. Motivet var förmodligen att hästuppfödning var ett stort, framförallt militärt, riksintresse.

## Görvälns herrgårdsbyggnader

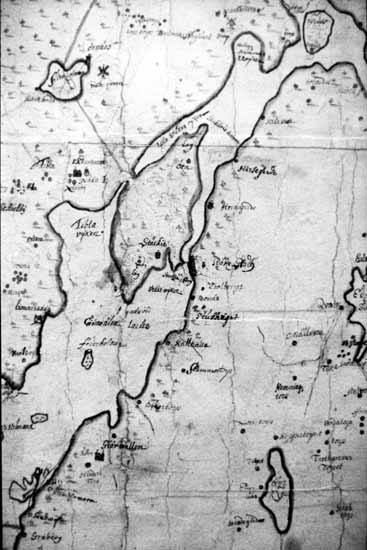
Del av karta över Järfälla omkring 1690, från Lantmäteriet, Gävle.

Görvälns herrgårdsbyggnader har en gång legat strax öster om Henrikstorp, vilket de återgivna kartorna från 1651 och 1675 visar. Byggnadslämningarna som finns vid Henrikstorp tycks vara rester från denna herrgård. I stort sett ligger lämningarna mellan drygt 100 meter och drygt 200 meter nordost om Henrikstorp samt något mer än en kilometer söder om Görvälns nuvarande huvudbyggnad. Kartan från 1651 finns hos Lantmäteriet i Gävle och kallas "Karta över Bro- och Löfstafjärden, Görväln, Skarven och Sigtunafjärden". Görvälngodsets ägoområde är särskilt redovisat genom omslutande gränslinjer. Dessa innesluter även Kallhäll. Detta innebär inte att karta inte visar det god som vi känner från Antonius de Palmas senare tid, utan även rättardömet Görväln före 1571 års donation. Nere vid Görvälnsviken finner man de två gårdstecken invid varandra, båda öster om det stora utloppsdiket. Nästa karta från 1675 tillhör Krigsarkivet och är upprättad av Johan Persson Gedda (Gjädde) och bär den långa titeln: "Den delen av Mälaren mellan Stockholm och Stäket samt Söder Telge och Björkfjärden varinnom begripes Svartsjölandet med de nermest intill liggande öar och holmar". Det är ett omfattande verk, vilket titeln avslöjar. Kartan visar spridda gårdar efter stränderna men en fyllig redovisning av bebyggelse inom ett stort område från Jakobsberg i norr till Spånga och Nälsta i söder. Görvälns bebyggelse upptas på likartat sätt som 1651 med två gårdstecken vid G Giörwälen och ett säteritecken och texten Giörwäls Gårdh vid Henrikstorp. Samtidigt som denna äldre uppgift finner vi namnet Jakobsberg, som inte kom i bruk förrän tidigast på 1660-talet. En tredje karta som finns hos Lantmäteriet i Gävle under beteckningen A25 kallas "Karta över segelleden Stockholm-Uppsala". Den saknar årtal, även om en kopia påtecknats 1687. Segelledskatan har en från de övriga något avvikande karaktär. Den koncentrerar sig på vattenområdena. Här finns inte gårdstecken vid Gamla Görväln med. Gården är markerad med säteritecken vid Gamla Görwälen strax öster om Henrikstorp, men både Görväln och Henrikstorp har ritats rätt nära viken. På Lantmäteriet karta från omkring 1690 finner vi nere vid viken de båda gårdarna som här kallas Giörwälen. Ett säteritecken med texten Görwäls gårdh finns öster om Henrikstops gårdstecken, där namnet Henrikstorp dock inte satts ut. Däremot på kartorna från 1651 och 1675 upptas Görvälns bebyggelse med två gårdstecken vid G Giörwälen och ett säteritecken och texten Giörwäls Gårdh vid Henrikstorp.

## Inventering
Endast en översiktlig inventering har skett 1980, men någon vetenskaplig undersökning har inte skett. I riksantikvarieämbetets förteckning är kartbildens nr 1, 2 och 4 registrerade som nr 79 och nr 6 som nr 80 på blad 10 I 8 c Görväln nr 3. Grunderna nr 3 och 5 upptäcktes sedan marken röjts för fårbete. Lämningarna vid Henrikstorp i Järfälla är mycket unika och ovanliga. Att det stått byggnader här kan man se, men så länge lämningarna inte har utgrävts och vetenskapligt undersökts kan man inte med säkerhet avgöra vad det varit för byggnader eller i vilken slags anläggning de har ingått.

## Byggnadslämningarna
Byggnadslämningarna vid Henrikstorp är rester av Antonius de Palmas (född i norra Italien, död före 189 i Stockholm) stuteribebyggelse. Anläggningen torde ha uppförts av Antonius de Palma åren 1577-1578. De består av två stallbyggnader, foderbyggnader, en byggnad för personal, en smedja, en jordkällare och en vattenbassäng. Dessutom bör till den ursprungliga anläggning ha hört nu försvunna byggnader på åkern inom och söder om området. Byggnadslämningarna utgörs av fem husgrunder och en större grop med delvis ännu stenskodda sidor. Ytterligare lämningar kan ha bortodlats. Husen har varit av trä. Byggnadslämningarna upptar en yta av drygt 2 hektar. I samband med det krig mellan Karl IX och kung Sigismund av Polen, som började 1598, tycks verksamheten vid stuteriet ha upphört. När rikskanslern Svante Bielke (1567-1609) byggde ett nytt gårdscentrum vid Görväln åren 1605-1609 tycks byggnaderna vid stuteriet sedan ha rivits eller på annat sätt ha försvunnit.
Anläggningen vid Görvälns stuteri blev kortvarig, men man hade kunnat vänta sig att en såpass stor anläggning skulle omnämnas i några hävder, till exempel i marköverlåtelser eller vid skattläggning, enligt Bertil Risveden. Men så tycks inte vara fallet, vilket kan tyda på att anläggningen blev kortvarig, enligt Risveden. Vid slutet av 1570-talet lär avelsgården ha funnits och vid häststölden 1597, men gården nämns inte vid markbytet 1605. Det andra polska kriget, som började 1598, ligger däremellan. Antonius de Palmas son Scipio de Palma (1567-1605), en italiensk-svensk adelsman, deltog som ryttmästare 1599 i det polska kriget och enligt uppgift avancerade han till överste 1605. Det andra polska kriget tycks på något sätt ha medfört att stuteriet lades ned. Scipio de Palma var överste i Karl IX:s armé, då han avled 27 september 1605 i slaget mot polackerna vid Kirkholm nära Riga i Lettland Han var ryttmästare och kavalleriofficer i den lutherska svenska armén.

## Byggnadslämningar från Görvälns stuteri från 1500-talet
Följande byggnadslämningar återstår idag.
1.	Husgrund 19 x 7 m med utbyggnad mitt på östra långsidan 5,5 m. I norra delen har funnits en stor eldstad, idag ett utjämnat spisröse av sten, tegelflis och jord, kanske en bakugn, 6 meter i diameter och en halv meter högt. Det tycks alltså ha funnits en stor eldstad här. I södra delen av den rätt långa byggnaden finns också spår av något, som kan ha varit en eldstad. Enligt Bertil Risveden i sin bok om "500 år på Görväln", säger han: "Här har varit ett bostadshus av något slag, att det funnits en eller kanske två eldstäder här talar för det. Huset har ett från övriga byggnader avskilt läge. Det gör att man kan tänka sig att byggnaden varit de Palmas bostadshus, men det kan emellertid lika gärna ha varit bostäder för stalldrängar."
2.	Husgrund 18 x 13 m. Här har stått en stor uthusbyggnad. "Husgrunden utgörs av en intill en meter hög, men mestadels betydligt lägre stenskoning längs alla sidor utom öster. Av östra sidan som ligger högst i terrängen ser man endast en gränsningskant. Det finns inga spår av nedrasade väggar eller tak och inte heller någon eldstad. De förefaller uppenbart att här stått en stor uthusbyggnad av trä."
3.	Rester efter en delvis i marken nedsänkt källare eller ett källarvalv. Bredden var 4 à 5 m, medan längden är osäker. Källaren kan ha haft ett bostadshus som överbyggnad. "Man kan klart se resterna efter en delvis i marken nedsänkt källare eller ett källarvalv. En meter hög rest av gavelväggen står kvar. Byggmaterialet har varit obearbetad natursten. Bredden har varit 4 à 5 meter, men hur långt byggnaden sträckt sig åt öster är svårt att se. Man ser att marken är urschaktad och att gropen delvis fyllts av rasade stenväggar. Där har också i senare tid fyllts på med bråte som man kört dit. Det finns tegelsten, enkupigt tegel och även plåt- och järnskrot. En upprensning och närmare undersökning bör kunna avslöja om här funnits en ren jordkällare eller om det varit källarvalv, som haft ett bostadshus som överbyggnad. Ojämnheter i marken kan dölja en större byggyta än vad som nu syns. Det skulle kunna ha varit mangårdsbyggnaden. Vad som dock gör detta tveksamt är det inklämda läget mellan uthuset nr 2 ovan och den brant sluttande marken åt andra hållet."
4.	Husgrund 6 x 6 m. Sannolikt rester efter en smedja. "Husgrund med delvis synlig stenskoning. Dess inre utgörs av en förhöjning av sten, tegelflis och jord,  troligen resterna efter en hoprasad eldstad. Lämningen ger intryck av att ha varit en smedja."
5.	Husgrund 16 x 11 m för en uthusbyggnad. "Husgrund med runtom bevarad stenskoning för en byggnad liknande nr 1 ovan. Några meter söder om södra gaveln finns en 2 meter hög jordkulle. Denna kulle kan ha varit uppfartsramp för en brygga upp till en övre våning."
6.	Grävd grop med delvis ännu kvarstående stenskodda sidor, upptill ca 20 x 15 m och ca 15 x 10 m i botten. Längs gropens mittlinje fanns en stenbrygga eller dylikt. Anläggningen var en vattenbassäng för hästar, där bryggan användes när vattenståndet var lågt.
7.	Åker.
Bertil Risveden skriver beträffande den grävda gropen följande: "Gropen har väckt generationers intresse och tilltalat fantasin. Enligt en folktradition skulle här någon gång på medeltiden ha påbörjats en klosterbyggnad. En annan berättelse gör gällande att biskop Brask här velat bygga en biskopsgård. En tredje variant är att här legat en herrgårdsbyggnad någon gång före dagens Görväln. Gropen tycks vara för djup för att ha varit källare till något hus. Djupet är bortåt 3 meter. Som botten finner vi ett fotsdjupt lager av mylla. Därunder ligger ett tunt lager på pinnmo. Leran kan ha gjort bottnen vattentät. Gropens sidor och framför allt dess hört har kvar rester av en vägg eller en stenskoning. Den lutar något utåt och består av enkla stenrader. De kan inte ha varit grundmurar till något stort hus eller dylikt. Anläggningen kan ha varit en vattenbassäng. När det gäller den grävda gropen finns det längs gropens mittlinje rester av en vägg eller något slags stenbrygga."
Enligt Bertil Risvedens mening kan den ha använts som en ramp för att leda ner hästar för vattning, när vattenståndet var lågt. Från ett rätt stort område i sydväst möjliggör lutningsförhållandena tillrinning. För de djur som kunnat uppfödas i de huslämningar, som beskrivits ovan, verkar dock gropen väl stor. Gropen tycks förutsätta att det funnits ytterligare byggnader, som nu har odlats bort.

## Bildgalleri

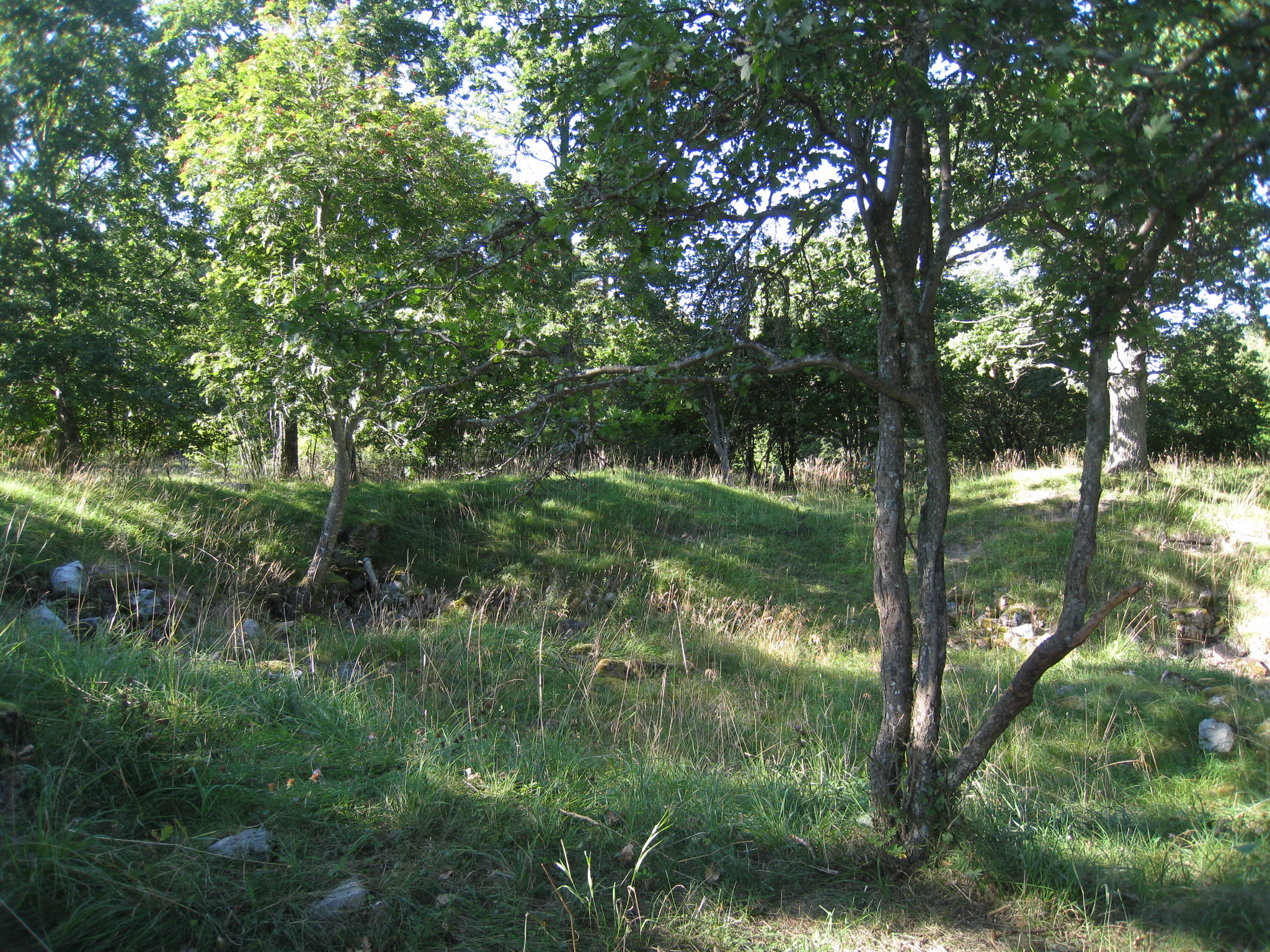
Görvälns stuteri, grävd grop.
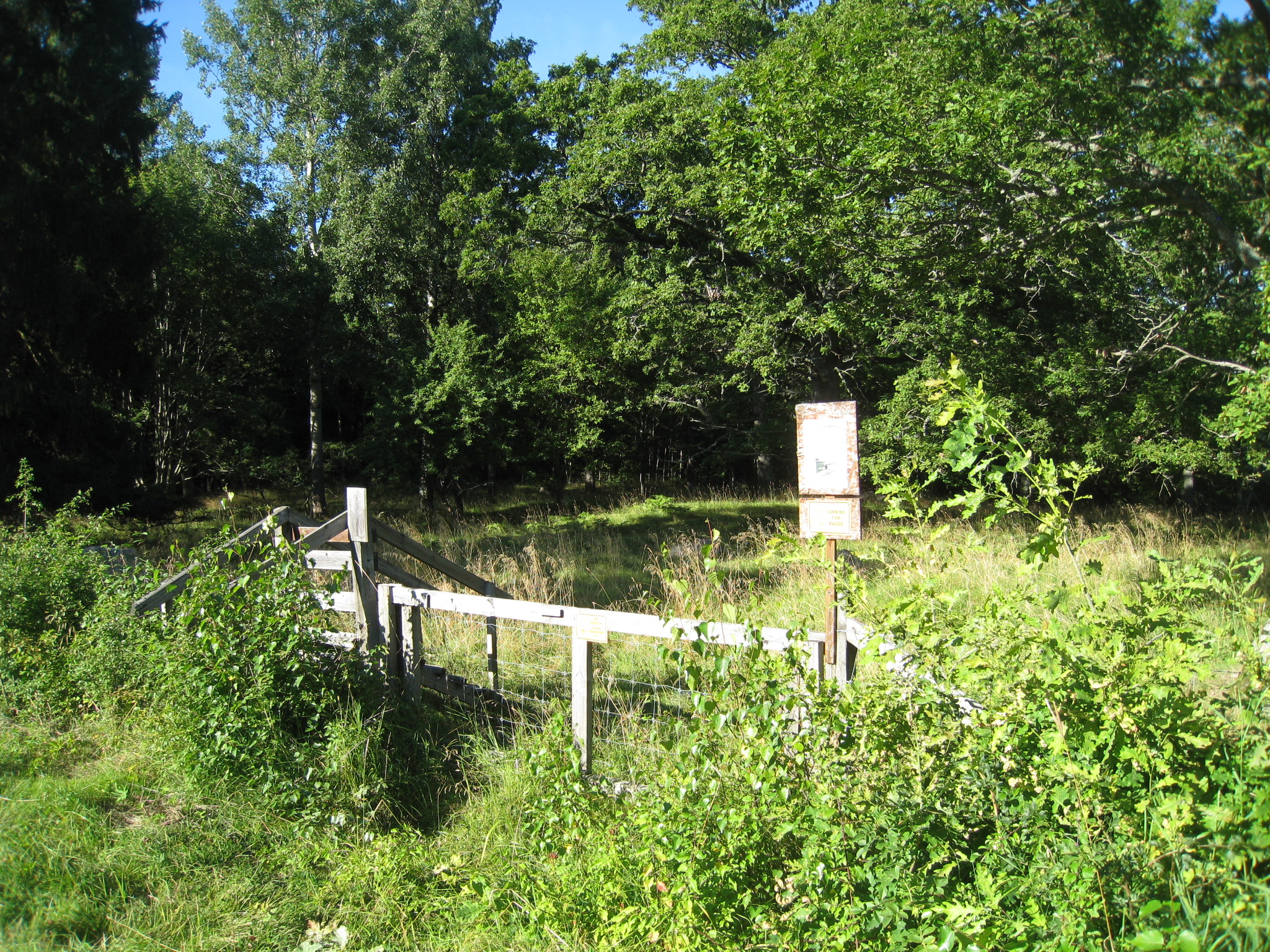
Görvälns stuteri, Görvälnsvägen.
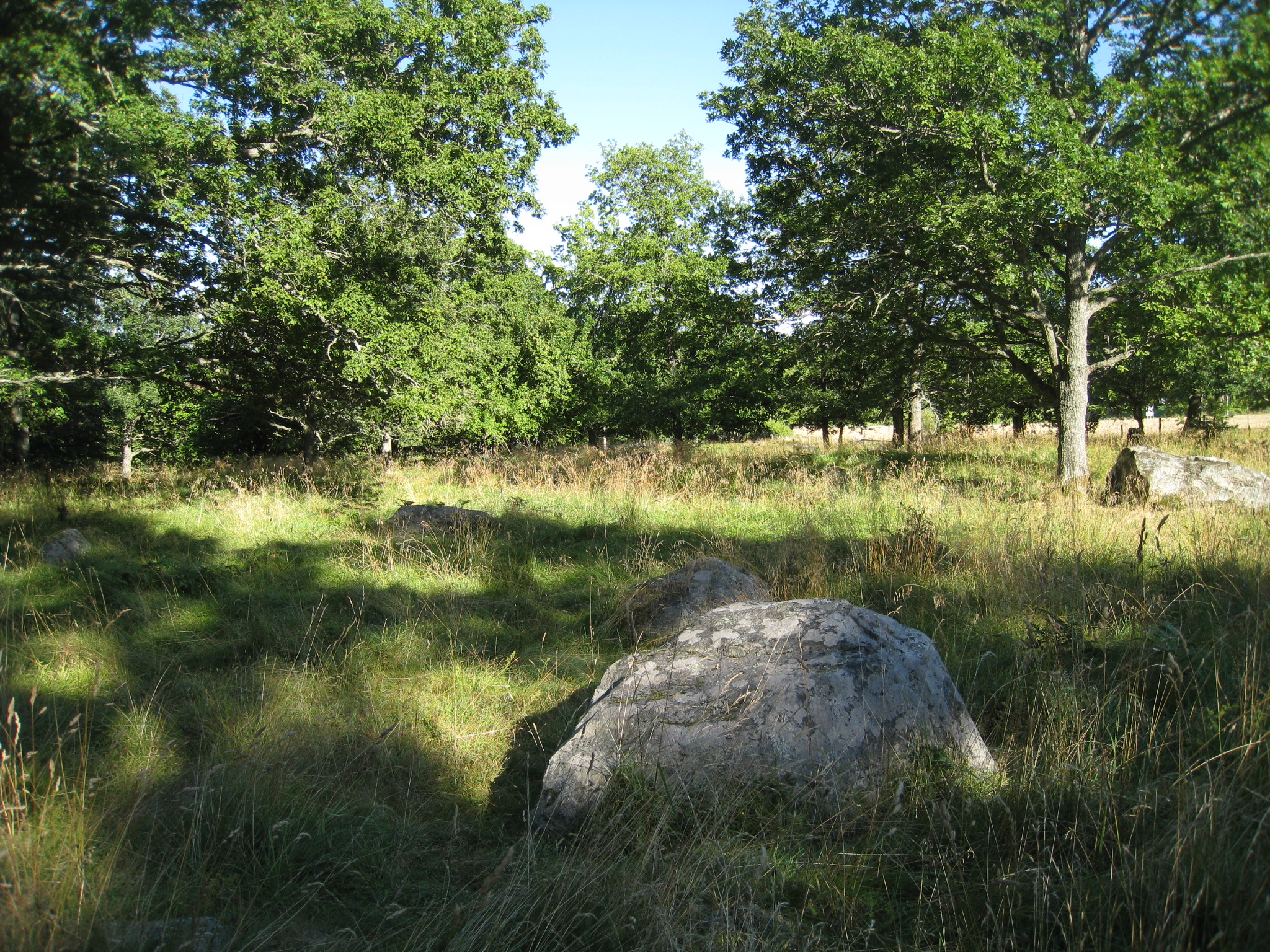
Görvälns stuteri, Görvälnsvägen.
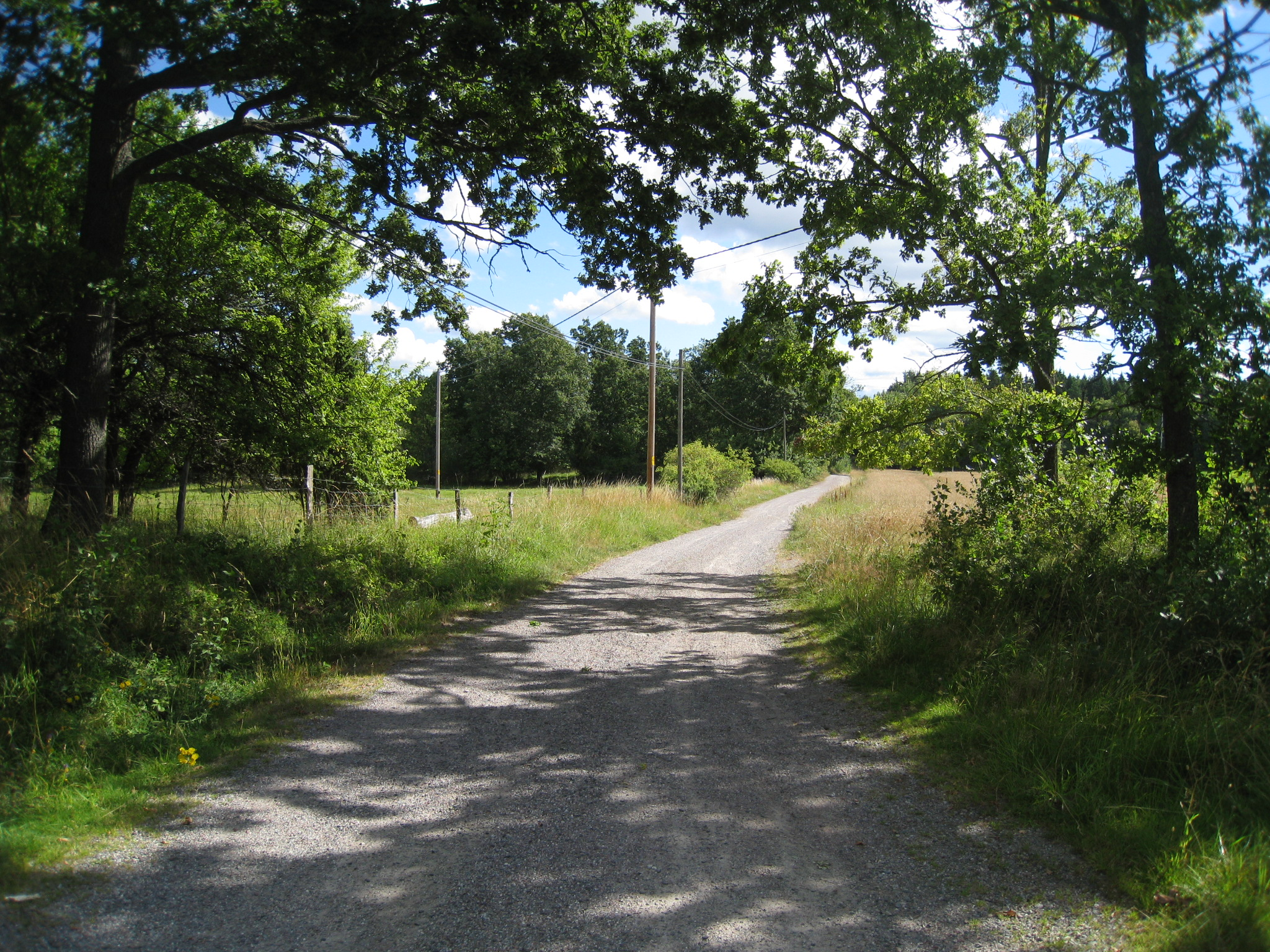
Görvälns stuteri, Marhagsvägen.